# 徐光海
徐光海（1907年—1938年11月23日），曾用名炳仁，朝鲜族，东北抗日联军将领，1937年起历任抗联第六军一师政治部主任，兼富锦县委书记、中共下江特委常委，2015年8月入选著名抗日英烈、英雄群体名录。

## 早年生涯
1907年，徐光海出生于朝鲜庆尚南道密阳郡，1913年随家人迁居中国沈阳，后搬至开原，1926年定居黑龙江萝北县，在梧桐河东岸给奉系军阀吴俊升开办的福丰稻田公司开垦稻田。1930年秋，他曾在梧桐河减租减息运动中与其它群众参与营救被军阀逮捕的运动领导人崔庸健和裴治云，后加入中国共产主义青年团和中国共产党，九一八事变后开始从事抗日救国的宣传工作。:259-260:169-170:287
1933年7月，徐光海被中共汤原中心县委派往一支报号“阎王”的义勇军队作争取改造工作。1934年1月，他帮助仅有两支枪的汤原中心县委从阎王义勇军借到2支枪，使得游击队得以乔装从萝北县凤翔镇自卫团缴来二十余支枪。同年10月，他带领阎王义勇军21人加入汤原反日游击总队，被分配到副官处工作。1935年2月12日，他与汤原游击队乔装缴了桦川县火龙沟地主姜海泉和依兰县西湖景地主孙小文自卫团的武装，1935年9月又活捉了集贤县王海屯地主汉奸何梦林，将其家产和粮食分给穷人和充作抗日经费。此后，游击队在完达山脉七星砬子峰建起密营。:260-263:170-171:287

## 师政治部主任
1936年7月，徐光海被派往东北抗日政治军事学校第二期学习。期间，他担任班长，并介绍王明贵等人加入了中国共产党。同年11月，他完成学业返回东北抗联六军司令部。1937年2月，抗联第六军的4个团扩编成4个师，徐光海被任命为一师政治部主任。此后，他奉命协助中共富锦县委开展建立抗日根据地的工作，在富锦、宝清、集贤等地开展游击战，发动群众组建抗日救国会、妇女会、儿童团、农民自卫队等公开或半公开的抗日组织。:263-265:171:287
1937年9月，六军一师师长马德山奉命接应依兰县三十八团举事抗日的两个连，在返回途中遭关东军突袭。徐光海闻讯率领一师一团和教导队在宝清鲍家南山脚下成功帮助解围。举事抗日的两个连后被改编为六军一师六团。李云峰被任命为团政治部主任。1938年4月，他和马德山率六军一师与高玉斌的六军五师在萝北县联合参加了老龙岗伏击战。同年6月，他率六军一师教导队趁夜潜入富锦县的一个警察署，活捉24名警察、2名日本指导官和1名翻译，后将日本指挥官和翻译处决。同年7月，他根据情报率部在双山成功伏击从富锦到佳木斯换防的兴安军，击毙兴安军约80人。:265-267:288

## 兼任富锦县委书记
七七事变后，日军开始发重兵围剿松花江下游的抗联军队，并通过强迫农民“归屯并户”来割断抗联与民众的联系。抗联第六军和富锦、宝清地区中共党组织相继被破坏。1938年秋，李兆麟率六军教导队与徐光海率领的一师部分队伍在张老道庙会师。在干部会上，李兆麟代表中共北满临时省委组织了第三批西征部队。鉴于徐光海在富锦地区的群众威信，他被任命兼职富锦县委书记，参加下江特常委工作，与下江特委书记高禹民留守，全面负责下江的军政工作。同年11月23日，徐光海带领医护人员和20余名伤病员转移时，与叛徒陈传和的三十五团在张家窑遭遇。徐光海和裴成春等20余人在战斗中牺牲。:267-268:172-173

## 纪念
- 黑龙江省双鸭山市集贤县七星峰建有徐光海纪念碑[6]。
- 2015年8月入选著名抗日英烈、英雄群体名录。[2]